# Balijebrug (Merwedekanaal)
De Balijebrug is gelegen in de Nederlandse stad Utrecht. Ze overspant het Merwedekanaal.
De basculebrug is in 1959 geopend ter ontsluiting van de nieuwe wijk Kanaleneiland. Voor die tijd bevond zich hier een pont. De brug is gebouwd naar ontwerp van de Dienst Openbare Werken en (deels) vervaardigd door de machinefabriek Frans Smulders. Over land verbindt ze de Balijelaan met de Koningin Wilhelminalaan. Het is een brede brug die anno 2017 twee rijstroken telt voor autoverkeer, een rijstrook heeft voor busverkeer en verder voorzien is van fietspaden en trottoirs. Op de brug stond tot ruwweg 2004 een brugwachtershuisje. Aan de westkant van de brug bevindt zich de machinekamer en het contragewicht. Het oostelijke landhoofd is voorzien van twee schuilkelders.